# Tour de Flandes 1961
El Tour de Flandes 1961, la 45ª edición de esta clásica ciclista belga. Se disputó el 26 de marzo de 1961.
El ganador fue el inglés Tom Simpson, que se impuso al esprint a la llegada a Wetteren al italiano Nino Defilippis. El holandés Jo de Haan acabó en tercera posición. 

## Clasificación General
| Posición | Ciclista             | Equipo                            | Tiempo     |
| -------- | -------------------- | --------------------------------- | ---------- |
| 1        | Tom Simpson          | Saint-Raphaël-R. Geminiani-Dunlop | 6h 22' 00" |
| 2        | Nino Defilippis      | Carpano                           | m. t.      |
| 3        | Jo de Haan           | Saint-Raphaël-R. Geminiani-Dunlop | + 11"      |
| 4        | Emile Daems          | Philco                            | + 14"      |
| 5        | Michel Stolker       | Helyett-Fynsec-Hutchinson         | + 55"      |
| 6        | Camille le Menn      | Peugeot-BP-Dunlop                 | + 59"      |
| 7        | Jean Graczyk         | Helyett-Fynsec-Hutchinson         | + 1' 00"   |
| 8        | Arthur Decabooter    | Groene Leeuw-SAS-Sinalco          | m. t.      |
| 9        | Martin Van Geneugden | Baratti-Milano                    | m. t.      |
| 10       | Frans Schoubben      | Peugeot-BP-Dunlop                 | m. t.      |